# Felix Baumann

Felix Baumann (1988)

Felix Andreas Baumann (geboren am 17. August 1937 in Uetikon am See) ist ein Schweizer Kunsthistoriker.

## Leben
Felix Baumann kam 1965 als wissenschaftlicher Mitarbeiter ans Kunsthaus Zürich. Von 1969 bis 1971 arbeitete er dort als Konservator und war anschliessend bis 1976 Vizedirektor des Hauses. Danach leitete er bis 2000 als Direktor das Kunsthaus Zürich. In seiner Amtszeit organisierte er zahlreiche Ausstellungen, darunter vielbeachtete Schauen zu Henri Matisse, Joan Miró, Salvador Dalí, Edgar Degas und Paul Cézanne. Zudem konnte Baumann den Sammlungsbestand erheblich erweitern. Hierzu gehörten der Aufbau einer Sammlung von Arbeiten des Dadaismus ebenso wie Ankäufe von Werken der zeitgenössischen Künstler Jackson Pollock, Barnett Newman, Francis Bacon, Bruce Nauman, Joseph Beuys, Georg Baselitz, A. R. Penck, Martin Disler und Cy Twombly. Darüber hat Baumann die Werkgruppe des Malers Giovanni Segantini im Kunsthaus ausgebaut. In seine Amtszeit fielen zudem bedeutende Schenkungen an das Kunsthaus. Hierzu zählen die Altmeistersammlung von Betty und David Koetser oder die Sammlungen von Johanna und Walter L. Wolf und von Walter Haefner mit Werken des 19. und 20. Jahrhunderts. Nach seinem Weggang vom Kunsthaus Zürich war Baumann an verschiedenen europäischen Museen mit der Konzeption weiterer Ausstellungen betraut.

## Veröffentlichungen (Auswahl)
- Chagall, Ausstellungskatalog Kunsthaus Zürich 1967
- Otto Meister, Schrift zur Ausstellung im Kunsthaus Zürich 1971, zusammen mit S. Gotti-Huber und Hans Robert Hahnloser
- George Segal Ausstellungskatalog Museum Boijmans Van Beuningen 1972, zusammen mit Dagmar Hnikova
- Das Erbario Carrarese und die Bildtradition des Tractatus de herbis. Ein Beitrag zur Geschichte der Pflanzendarstellung im Übergang vom Spätmittelalter zur Frührenaissance. Bern 1974 (= Berner Schriften zur Kunst. Band 12)
- Figurative Schweizer Kunst des 20. Jahrhunderts aus der Werner Coninx-Stiftung, Ausstellungskatalog Helmhaus Zürich 1975
- Pablo Picasso, 1976
- Verena Loewensberg, Ausstellungskatalog Zürich 1981
- Henri Matisse, Ausstellungskatalog Kunsthaus Zürich und Kunsthalle Düsseldorf 1982
- Kunsthaus Zürich, 1984
- Joan Miró, Ausstellungskatalog Kunsthaus Zürich und Kunsthalle Düsseldorf 1987
- Degas, die Portraits, Ausstellungskatalog Kunsthaus Zürich und Kunsthalle Tübingen 1994, zusammen mit Marianne Karabelnik-Matta
- Cézanne, vollendet, unvollendet, Ausstellungskatalog Kunstforum Wien und Kunsthaus Zürich 2000, zusammen mit Friedrich Teja Bach
- Sehnsucht Italien, Corot und die frühe Freilichtmalerei, 1780–1850, Ausstellungskatalog Museum Langmatt 2004
- Cézanne – Aufbruch in die Moderne, Ausstellungskatalog Museum Folkwang 2004
- Cézanne & Giacometti: Wege des Zweifels, Ausstellungskatalog Louisiana Museum of Modern Art 2008, zusammen mit Poul Erik Tøjner

## Auszeichnungen
- 2000: Commandeur des Arts et Lettres[1]